# 島田尚往
島田 尚往（しまだ なおゆき）は、中小企業診断士・博士（工学）。ソフトウェア開発技術者。株式会社あかしべ代表取締役。現在は主に製造業者を対象に企業支援業務を行っている。

## 経歴
2003年大阪大学大学院工学研究科修士課程修了。三菱電機を経て、2013年技術・経営コンサルタントとして独立開業。2016年、株式会社あかしべを設立。